# 松田直樹
松田 直樹（まつだ なおき、1977年3月14日 - 2011年8月4日）は、群馬県桐生市出身の元サッカー選手。現役時代のポジションはディフェンダー（DF）。元日本代表。
2002 FIFAワールドカップ日本代表メンバー。

## 経歴

### プロ入り前
小学1年の時、兄の影響でサッカーを始める。地元の天沼FCには小学3年から始める規定のところを特例で入団した。当時できたリフティングは最高で16回。他にも野球・バドミントン・水泳・ラグビーと様々なスポーツに挑戦するが、負けず嫌いの性格からどうしても一番になれないサッカーに夢中になっていった。
中学まではFWの選手だった。当時U-15日本代表の監督であった小嶺忠敏が山田耕介（当時前橋育英高等学校監督）にいいDFがいないかを相談した際に、FWでありながらDFとしての適性も持つ松田が推薦されたことをきっかけに、その後のDF人生がスタートした。
U-15代表で小嶺のもとでDFとして指導を受けると、進学した前橋育英でも山田の元で指導を受けた。その後、山田が選手時に使用していた背番号「14」を与えられるようになった。当時松田には「超高校級」の触れ込みがあり、当時のJリーグ全12クラブのうち10クラブの争奪戦の末、横浜マリノス（現横浜F・マリノス）に加入する。

### 横浜マリノス / 横浜F・マリノス時代
1995年、監督のホルヘ・ソラーリに「君は将来井原正巳を追い越す才能を持っている」と評価され、3月18日、開幕戦の鹿島アントラーズ戦でスタメンに抜擢された。5月にソラーリが退任し、早野宏史体制になってからは主に控えでの出場が多かったものの、1stステージ優勝に貢献した。9月30日、名古屋グランパスエイト戦でプロ初ゴールを決めた。チームはこの年、初のリーグ王者に輝いた。
1997年に右膝半月板損傷、1998年に初手術を受けた。復帰後はレギュラーに定着し、1999年、高校時代からの背番号「14」から、井原の背番号「4」のひとつ前の「3」を付けるようになる。
2000年、Jリーグベストイレブンを初受賞。
2002年、2度目のベストイレブンを受賞した。その後行われた契約交渉ではクラブ側との意見の食い違いを見せ、当時の社長である左伴繁雄との5時間にわたった直接会談で和解し契約を更新。「永久にマリノスだよ」という言葉を残した。
2003年から2年間キャプテンを務め、チームはリーグ連覇を果たす。2005年にJリーグ通算250試合出場を達成。
2006年にはキャプテンに再び就任。2007年、オフに骨片が右膝十字靭帯を圧迫し、手術。その後、守備的MFとしてナビスコカップGL第1節の大宮アルディージャ戦で復帰した。この年、再び監督に就任した早野宏史からレギュラーを外されていたが、リーグ第16節のガンバ大阪戦でセンターバックとして先発し、39試合連続得点中のG大阪を無失点に抑えた。その後、第18節大分トリニータ戦で、リーグ戦300試合出場を達成。2006年には複数年契約拒否、2007年には約60%の減俸となったが、横浜FMへの愛・サポーターからの愛情を大事にしたい一心で契約更新をする。
2008年、河合竜二の負傷により、再び守備的MFに抜擢される。最終ラインを守るチームメイトからは「DFの前にDFがいる」と頼りにされた。6月、小椋祥平に触発され、4年ぶり坊主頭（五厘刈り）を披露。それがチーム内に連鎖し、田中裕介、小宮山尊信ら選手だけではなくチームスタッフや記者まで頭を丸めた。この年から2年間、チームの選手会長を務めている。
2010年、慢性的なケガを抱えていた右膝半月板の4度目の手術を行った影響で出遅れ、リーグ第13節のサンフレッチェ広島戦でシーズン初出場となった。
シーズン初先発となった第17節のベガルタ仙台戦でゴールを決め、その後は累積警告による出場停止の1試合を除き、最終節まで全試合にほぼ先発で起用された。1995年から15年にわたってクラブ一筋でプレーし、ミスターマリノス と呼ばれるようになっていた。前年のシーズンオフの契約更新では「引退までマリノスでプレーしたい」と語っていたが、11月27日、クラブから戦力外通告を受けた。12月4日、最終節後の退団セレモニーにて「マジでサッカー好きなんすよ。マジでもっとサッカーやりたい。本当にサッカーって最高な所を見せたいのでこれからも続けさせてください。」という言葉を残し退団した。

### 松本山雅FC時代
2011年、海外からのオファーもあったが、当時JFLの松本山雅FCと契約。背番号は横浜FM時代から引き続き3番をつけた。主にCBとして全15試合に出場、1得点。
生前最後の試合となった7月23日のJFL後期第4節Honda FC戦（長野県松本平広域公園総合球技場）で、Jリーグ含め公式戦通算400試合出場を達成していた。

### 日本代表歴
U-15日本代表に招集されて以来、各世代の日本代表に選出された。U-17世界選手権やワールドユースに出場。U-19代表ではほとんどが19歳の選手の中で松田は17歳で試合に出場した。
1996年のアトランタ五輪に19歳4カ月で出場し、これは当時日本サッカー史上最年少での五輪出場だった。マイアミの奇跡として知られるブラジル戦でロナウドのマークを担当するなどレギュラーとして全3試合に出場した。

#### トルシエジャパン時代
A代表と五輪代表監督に兼任で就任したフィリップ・トルシエの下、フラット3と呼ばれる3バックの一角としてプレー。1998年11月23日、五輪チーム立ち上げ初戦のアルゼンチン戦に招集されるも出場はなく、その後五輪アジア1次予選にも召集されることはなかった。1999年9月7日、五輪最終予選前の韓国との壮行試合に10ヶ月ぶりに召集されるが出場機会は与えられず、不満を露にし自ら代表を去った。しかし2000年2月のカールスバーグカップの際、トルシエから「君にはもう1度チャンスを与える。生かすも殺すも君の自由だが、これが最後のチャンスだと思ってくれ」と再招集を受け、川口能活の説得もあり 代表に復帰。同大会のメキシコ代表戦でA代表デビュー。当初は中央か右の候補だったが、中央は森岡隆三と宮本恒靖が重宝されるようになると、右ストッパー要員専門の候補となる。同年、シドニー五輪本大会に2大会連続でメンバー入り。ベンチメンバーであったがレギュラーの中田浩二の怪我に伴い、本来ではない左ストッパーとして2試合に出場。アジアカップでは3試合に出場し、優勝に貢献。その後、同じく右ストッパーの中澤佑二が怪我からの復調が遅れると、2001年のコンフェデレーションズカップからレギュラーに定着した。
2002年、日韓ワールドカップのメンバーに選出される。初戦のベルギー戦後、合宿場所である葛城北の丸の風呂で選手だけのミーティングを行い、松田の「俺らは戦術に縛られすぎている」という発言により、選手の間でのみディフェンスラインを下げることに決めた。その後チームは史上初のベスト16という結果を残した。
その後トルシエは「松田は信頼できる強い選手で、日韓W杯では日本代表のキープレーヤーだった」と当時を振り返っている。

#### ジーコジャパン時代
ジーコが監督に就任して以降は主に控えに回っていた。アジアカップ優勝時まで試合に出場したのは約8分間であり、優勝に貢献できなかった自分を悔やみメダルをスタッフにあげてしまうほどであった。2005年3月25日、ドイツワールドカップ最終予選第2節のイラン戦では、DFの田中誠が出場停止、中田英寿、中村俊輔、小野伸二が久しぶりに揃ったという状況で、ジーコはCBを減らしMFを増やす4-4-2フォーメーションで臨む。記者から「黄金の中盤の起用は理想を追い過ぎでは？」と問われたジーコは、「イラン戦で4-4-2にしたのは、田中が出場停止だったからだ。それがなければ変えるつもりはなかった」と発言。松田はそれに対し、「自分達控えDFが信頼できないのか」と不満を露にし、続く3月30日の第3節バーレーン戦でベンチ外が決まると、スタンドでの観戦が規則であったにも関わらず試合前に無断帰宅。その後謝罪の手紙を送ったが、以降代表招集されることは無かった。
国際Aマッチ通算40試合出場、1得点。

### 突然の死
2011年8月2日の9時58分頃、松本市の梓川ふるさと公園にてチームの練習中に、「やばい、やばい」と発しながら突然倒れ、心肺停止の状態で信州大学医学部附属病院高度救命センターに緊急搬送された。病名は「急性心筋梗塞」と発表。補助循環装置 (PCPS) を付け、途中心拍が微弱ながら戻り、STが上昇していたという。しかし、意識を取り戻すことはなく、8月4日13時6分頃、同病院で34歳で死去。
戒名は「照徳嶺樹清居士（）」。「皆を照らしてくれる人物であり、スポーツが得意」という意味。喪主は松田の母が務めた。
スペインのセビリアでは松田の死を大きく報道し、国営放送ではゴールデンタイムのニュース番組で報じた。死去当日に行われたスペイン代表とRCDエスパニョールの親善試合（アントニオ・プエルタ杯）では、松田と同じような形で亡くなったアントニオ・プエルタ、ダニ・ハルケの写真と共に松田の写真も掲示された。また国際サッカー連盟の会長ゼップ・ブラッターは「日本代表の伝説的なディフェンダー (the legendary defender of the national team of Japan) 」と評し、哀悼のメッセージを贈った。
8月8日の通夜、翌日の葬儀・告別式には中田英寿、川口能活、中山雅史、小野伸二、曽ヶ端準、安永聡太郎、佐藤由紀彦、城彰二、秋田豊、楢﨑正剛、前園真聖、三都主アレサンドロ、松本所属選手（木島良輔など）、横浜FM所属選手全員（中村俊輔、中澤佑二など）、木村和司、トルシエ、岡田武史、西野朗など多くの関係者やサポーターなどが参列し、故人を悼んだ。
松田の死後に行われた日本国内のリーグ戦や8月10日に行われた日本対韓国の国際親善試合では、試合前に松田への黙祷が捧げられ、吉田孝行等多くの選手たちは自身が決めたゴールを「松田に捧げる」というコメントを残した。
チームが使用したグラウンドには自動体外式除細動器 (AED) が設置されていなかったことから、日本サッカー協会は、2012年度よりJリーグだけでなく、JFL等（Fリーグ、なでしこリーグ）に試合や練習におけるAED常備を義務付けることを決め、日本陸上競技連盟 (JAAF) は、松田が急逝した翌週に競技場内で行うトラック・フィールド種目でのAEDの設置の義務付け・操作方法を広めると決定した。また、日本循環器学会AED検討委員会と日本心臓財団が松田直樹の件を取り上げてAEDの設置および配置について具体的な目安を示し、相撲協会でAED講習会が行われるなど、サッカー界だけでなく全国各地でAEDへの関心が広まった。
8月12日、前年まで在籍していた横浜FMが松田の背番号「3」を永久欠番とすることを発表 。J1史上初の永久欠番となった。一方で松本は3番を背負いたい選手が現れるのを待つとして永久欠番にはせず空き番となっていたが、横浜FM時代にチームメイトだった田中隼磨が2014年に松本に加入し背番号「3」を付けることとなった。
8月26日、松本平広域公園総合球技場アルウィンにて松田直樹壮行会（お別れ会）が行われた。
同年12月5日、Jリーグ功労選手賞を受賞。
2013年5月17日、サポーター、ファンが選ぶ Jクロニクルベスト ベストイレブンに選出された。

## 人物・エピソード
一般社団法人 松田直樹メモリアル Next Generationが設立されている(後述)。

### ヘアバンド
日韓W杯と前後して試合中に松田がつけていたヘアバンドが世間で流行する現象が起きた。当時はヘアゴムを大きな輪にしてはめていただけであったが、その後アディダスにより製作されており、背番号3と共に松田を象徴する代名詞 と言われた。写真集の初版限定盤にはヘアバンドがつき、松田直樹メモリアルでは、3の入った黒のヘアバンドが販売されている。

### 選手として
「俺は負けるのが許せないし、だからこそプロの世界で生きてこられた」と、自他ともに認める“負けず嫌い”の性格であり、フィリップ・トルシエからは「試合に出さなきゃ殺すというオーラがある」 とまで言われた。闘志あふれるプレースタイルで、カードを出されることが多かったが、「本当は冷静なのに相手との駆け引きで熱く見せたりすることもある」「イエローカードも一つの勲章だと思っていた」と語った。
ピッチに立つことに強い思いがある選手であり、代表では監督のトルシエやジーコと度々衝突し無断離脱したことがある。2000年、1stステージ第12節のアビスパ福岡戦では、負けている福岡の選手がこれ以上の失点を防ぐために守りに入っていることに対し本気で激高し、ピッチ上でボールに座り、相手選手を手招きしながらののしった。試合後のインタビューでは「あいつらはプロじゃない。必死に戦ってくれているサポーターの気持ちが分からないのかな」と涙ながらに発言し、2003年のジュビロ磐田戦では、西野泰正と接触プレー後に憤激して主審に向かい言い放った「やるよ、やっちゃうよ」はピッチ外マイクに拾われてテレビに流れ、以後、松田を象徴する名文句となった。
気合を入れるためにチームメイトに殴ってもらうことがあり、2004年のJリーグチャンピオンシップ第2戦、浦和レッズ戦の試合前にはチームメイトの栗原勇蔵に殴らせて気を失いかけた。負傷で離脱している選手や退団が決まった選手の名前をアンダーシャツに書いて着用するなど、仲間に対する想いも強かった。また、同世代の経験の豊かな選手が次々と戦力外として外されていくことに危惧しており、「若返り」と「身の丈経営」を理由にベテラン選手が解雇されていくJリーグの現状を危惧する発言を、自身が戦力外通告される前から度々していた。
サポーターやクラブへの愛が強く、横浜FM時代にはミスターマリノスと呼ばれるほど親しまれた。2007年のレギュラーから外されていた時期の練習中には、サポーターによって松田の名前が入った横断幕が常に掲げられていた。その年のリーグ戦初出場となった第16節のG大阪戦では松田のコールが響き渡った。のちに、松田は「あの時の横断幕は俺を奮い立たせてくれた」と語っている。松本ではサポーターの多さと、サポーターとの距離が近いスタジアムにまず興味を示し、加入当時には「クラブ・監督・選手・サポーターが一丸となってJ2に上がりJ1へ行く」と公言し、シーズン新体制発表の前にスタッフやチームメイトと共に松本市内の神社を訪れ、J2昇格を祈願した。
デビューした1995年当時、リーグ戦では背番号が固定制ではなかったため、DFながら「10番」を付けて試合に出場した事がある。これに対して前年現役引退し、チームで長らく10番を背負ってきた『元祖ミスターマリノス』こと木村和司は、「マリノスの10番も軽くなったもんだ」と発言している が、あくまでも松田がまだチームを背負うような立場でない新人で、なおかつ｢10番」のイメージには似合わないDFであることに冗談めかして触れたものである。
筋力強化のためにオフシーズンは肉食中心の食事をし、特に鶏肉のささみが好物だった。また、普段からファーストフードや甘いものを良く食べ、体重が5～6kg増えたこともあったため、これが死因に繋がったともされる。

### 選手・サポーターへの影響力
- 2010年11月、松田の戦力外の報道がされると、その日の内にクラブハウスにサポーターが大勢押し寄せ、戦力外を直接伝えたと言われる下條佳明統括本部長に撤回を求め詰め寄った[52]。ファン・サポーターによって集められた再契約に関する嘆願書の署名数は数日で2万通を超えた。12月4日の最終節後の退団セレモニーでは社長の嘉悦朗と監督の木村和司の挨拶はサポーターの松田のチャントでかき消され[53]、セレモニー後のスタジアムには数千人のサポーターが6時間以上座りこんだ。
- 2011年12月4日、横浜FMでのラストゲームからちょうど1年後、松田の4か月目の月命日に松本はホンダロックSC相手に2-0で勝利し、J2昇格を決めた。試合後、選手たちは松田が着ていたユニフォームやフラッグと共に喜び、サポーターは松田の死後封印していた松田のチャントを歌った[54]。
  - また生前、「練習試合でもいいからマリノスと戦いたい[55]」と発言していたが、同年12月17日、横浜FMと松本が天皇杯4回戦で対戦した（試合は横浜FMが4-0で勝利)。試合前のウォーミングアップ時には、松本の選手全員が背番号「3」入りの練習着を身にまとい登場した[56]。試合後には横浜FMの選手全員が松本のサポーターの元に足を運んで深々と一礼し、サポーターからはF・マリノスコールを受けた[57]。
- 横浜FM時代のチームメイトで親友である安永聡太郎と佐藤由紀彦は松田直樹メモリアルを設立し、2012年1月22日に日産スタジアムにて松田直樹メモリアルゲームが開催された。4万人を超える観客と松田との親交の深い多くのサッカー関係者・音楽関係者が国内外から集まった[58]。試合終了後のセレモニーでは、安永が挨拶している最中に突然、マイクの音声が乱れた。イタズラ好きだった松田の事もあり、安永は「直樹のイタズラです。こういうヤツなんすよ」と言葉を詰まらせた。中山雅史も「ノイズがね。イタズラ好きな部分がそうさせたのか意味深だよねぇ」と話した[59]。
  - また、この日のために5年ぶりにブラジルから来日した横浜FM時代のチームメイトだったドゥトラはこの試合の2か月後、横浜FMに復帰することとなった。
- 生前、佐藤由紀彦の妻が妊娠した際、まだお腹が微妙な大きさの時期に松田はいち早く気づいていた。松田の死から約半年後に産まれた佐藤の四男は、松田の名前から一字とり[60]、由紀彦の“紀”と組み合わせて“直紀”と名づけられた。
- 横浜FMの試合では現在でも松田の顔が描かれた横断幕が掲げられており、日産スタジアムの試合では3ゲートに掲げられている。日韓W杯で代表を共にした柳沢敦は、2011年の仙台移籍後初ゴールを決めた横浜FM戦でのインタビューで「（松田の）横断幕を見ながらプレーした。また新しい思い出がつくれた」と語っている[61]。
- 横浜FMと松本でチームメイトだった木島良輔は、松田の死から3日後に行われた、8月7日のJFL後期第6節のSAGAWA SHIGA FC対戦にて途中出場した際、自身のユニフォームの下に松田のユニフォームと3のヘアバンドを着用して試合に臨んだ[62]。以降、試合に出場する際は必ず3のヘアバンドをつけている。
- 横浜FM時代のチームメイトで、2014年に松本に加入し背番号3を引き継いだ田中隼磨は、11月1日にJ1への自動昇格を決めた直後、ユニフォームを脱ぎ号泣しながらピッチへ膝をついた。名古屋時代から毎試合着用しているアンダーシャツ[63] には“ありがとう松田直樹3”と書かれており、試合後には、5月に松田と同じ右膝半月板を損傷しながらも試合に出続けていたことを発表した。その理由について「マツさんの遺志を受け継いだチームをJ1へ昇格させることにサッカー人生を懸けていた」と語った[64]。
- 横浜FMと日本代表のチームメイトで、クラブへ背番号3の永久欠番を提案した中村俊輔は、2013年シーズンにリーグ最優秀選手賞を受賞し、「彼の存在なしに今の私はいないと思っています」というコメントを残した[65]。また2022年の現役引退会見の際、最も印象に残っている試合を問われ、松田の死から2日後に行われた2011年J1第20節の柏レイソル戦を挙げている[66]。
- 横浜FM時代のチームメイトで、松田と全く同じ生年月日で深い交友のあった吉田孝行は「いつも一緒に戦っていた」と語り、彼の死から2日後の2011年8月6日の浦和戦で2ゴールを決め、その直後喪章と共に右手で3を作り天に示した[67]。また自身の現役最後の試合となった2013年11月24日のロアッソ熊本戦でゴールを決め、その直後に松田直樹メモリアルが製作した3のヘアバンドを取り出して頭につけている[68]。
- 横浜FM時代のチームメイトだった永井秀樹は松田を「自分が一緒にプレーした中で間違いなく最高のDF」と評しており、2017年8月14日に行われた自身の引退試合では、松田の長男が背番号3のユニフォームを着てプレー。永井は試合後に「本当にDFの中で一番好き。今でも最高の選手だと思う。引退試合のお話をいただいてユニホームを発注する時、最初に書いたのが背番号3、松田直樹でした」と明かし、松田の長男のプレーについては「恥ずかしがってピッチに立たないのかなと思ったんですけど、堂々とやれた。少なからず直樹のDNAだなと思いました」と語った[69]。
- 横浜FM時代のチームメイトだった栗原勇蔵は、松田と同じく横浜FMから代表まで上り詰め、プレースタイルやメンタル面などから「第二の松田直樹」とも呼ばれた。栗原も松田を「存在感は(今まで会った選手の中で)一番」と憧れを持っていた[70]。
  - 松田が急逝した直後、栗原は死を受け入れられず、通夜と告別式に参加することができなかったという[71]。
  - 2019年シーズンは、横浜FMに在籍し、シーズン途中で移籍した選手のユニフォームがロッカールームに掲げられ、その中に松田のユニフォームも存在した[72]。このシーズン、横浜FMは松田が在籍中の2004年以来15年ぶりのリーグ優勝を果たした。松田と同時期にプレーした選手は栗原だけとなっており、この年現役引退を発表した栗原が松田の3番のユニフォームを着て優勝シャーレを掲げた[73]。その後、栗原の引退セレモニーが行われ、栗原が挨拶の最中に「マツさん、引退します」と空に向けて報告する一幕があった[74]。
  - 現役引退後には未だ松田の墓参りに行っていない事を明かし、何れは行きたいと語っている[75]。

## 所属クラブ
- 1983年 - 1988年 天沼FC（桐生市立天沼小学校)
- 1989年 - 1991年 桐生市立相生中学校
- 1992年 - 1994年 前橋育英高等学校
- 1995年 - 2010年 横浜マリノス/横浜F・マリノス
- 2011年 松本山雅FC

## 個人成績
| 国内大会個人成績 | 国内大会個人成績 | 国内大会個人成績 | 国内大会個人成績 | 国内大会個人成績 | 国内大会個人成績 | 国内大会個人成績 | 国内大会個人成績 | 国内大会個人成績 | 国内大会個人成績 | 国内大会個人成績 | 国内大会個人成績 |
| 年度             | クラブ           | 背番号           | リーグ           | リーグ戦         | リーグ戦         | リーグ杯         | リーグ杯         | オープン杯       | オープン杯       | 期間通算         | 期間通算         |
| 年度             | クラブ           | 背番号           | リーグ           | 出場             | 得点             | 出場             | 得点             | 出場             | 得点             | 出場             | 得点             |
| 日本             | 日本             | 日本             | 日本             | リーグ戦         | リーグ戦         | リーグ杯         | リーグ杯         | 天皇杯           | 天皇杯           | 期間通算         | 期間通算         |
| ---------------- | ---------------- | ---------------- | ---------------- | ---------------- | ---------------- | ---------------- | ---------------- | ---------------- | ---------------- | ---------------- | ---------------- |
| 1995             | 横浜M            | -                | J                | 33               | 1                | -                | -                | 1                | 0                | 34               | 1                |
| 1996             | 横浜M            | -                | J                | 16               | 0                | 11               | 2                | 1                | 0                | 28               | 2                |
| 1997             | 横浜M            | 14               | J                | 31               | 2                | 6                | 0                | 2                | 0                | 39               | 2                |
| 1998             | 横浜M            | 14               | J                | 12               | 0                | 4                | 1                | 1                | 0                | 17               | 1                |
| 1999             | 横浜FM           | 3                | J1               | 27               | 0                | 2                | 0                | 3                | 0                | 32               | 0                |
| 2000             | 横浜FM           | 3                | J1               | 24               | 2                | 3                | 0                | 2                | 1                | 29               | 3                |
| 2001             | 横浜FM           | 3                | J1               | 29               | 0                | 9                | 0                | 1                | 0                | 39               | 0                |
| 2002             | 横浜FM           | 3                | J1               | 25               | 2                | 0                | 0                | 1                | 0                | 26               | 2                |
| 2003             | 横浜FM           | 3                | J1               | 20               | 0                | 5                | 0                | 0                | 0                | 25               | 0                |
| 2004             | 横浜FM           | 3                | J1               | 24               | 1                | 4                | 0                | 1                | 0                | 29               | 1                |
| 2005             | 横浜FM           | 3                | J1               | 27               | 1                | 4                | 1                | 1                | 0                | 32               | 2                |
| 2006             | 横浜FM           | 3                | J1               | 29               | 4                | 9                | 3                | 0                | 0                | 38               | 7                |
| 2007             | 横浜FM           | 3                | J1               | 8                | 1                | 5                | 0                | 2                | 0                | 15               | 1                |
| 2008             | 横浜FM           | 3                | J1               | 30               | 1                | 7                | 0                | 3                | 0                | 40               | 1                |
| 2009             | 横浜FM           | 3                | J1               | 31               | 1                | 10               | 2                | 3                | 0                | 44               | 3                |
| 2010             | 横浜FM           | 3                | J1               | 19               | 1                | 3                | 0                | 3                | 0                | 25               | 1                |
| 2011             | 松本             | 3                | JFL              | 15               | 1                | -                | -                | -                | -                | 15               | 1                |
| 通算             | 日本             | 日本             | J1               | 385              | 17               | 82               | 9                | 25               | 1                | 492              | 27               |
| 通算             | 日本             | 日本             | JFL              | 15               | 1                | -                | -                | -                | -                | 15               | 1                |
| 総通算           | 総通算           | 総通算           | 総通算           | 400              | 18               | 82               | 9                | 25               | 1                | 507              | 28               |

その他の公式戦
- 1995年
  - Jリーグチャンピオンシップ 2試合0得点
- 2000年
  - Jリーグチャンピオンシップ 2試合0得点
- 2004年
  - スーパーカップ 1試合0得点
  - Jリーグチャンピオンシップ 2試合0得点

| 国際大会個人成績 | 国際大会個人成績 | 国際大会個人成績 | 国際大会個人成績 | 国際大会個人成績 |
| 年度             | クラブ           | 背番号           | 出場             | 得点             |
| AFC              | AFC              | AFC              | ACL              | ACL              |
| ---------------- | ---------------- | ---------------- | ---------------- | ---------------- |
| 2004             | 横浜FM           | 3                | 4                | 0                |
| 2005             | 横浜FM           | 3                | 4                | 0                |
| 通算             | AFC              | AFC              | 8                | 0                |

その他の国際公式戦
- 2004年
  - A3チャンピオンズカップ 2試合1得点
- 1995年3月18日 - プロ初出場 (Jリーグ) - 鹿島アントラーズ戦 (茨城県立カシマサッカースタジアム)
- 1995年9月30日 - プロ初得点 (Jリーグ) - 名古屋グランパスエイト戦 (三ツ沢公園球技場)

## 代表歴
- 2000年2月5日 - A代表初出場 (カールスバーグカップ) - メキシコ代表戦 (香港)
- 2005年1月29日 - A代表初得点 (キリンチャレンジカップ) - カザフスタン代表戦 (横浜国際総合競技場)

### 出場大会
- U-17サッカー日本代表
  - 1993 FIFA U-17世界選手権
- U-20サッカー日本代表
  - 1995 FIFAワールドユース選手権
- オリンピック日本代表
  - 1996年 アトランタオリンピック
  - 2000年 シドニーオリンピック
- 日本代表
  - AFCアジアカップ2000
  - FIFAコンフェデレーションズカップ2001
  - 2002 FIFAワールドカップ
  - AFCアジアカップ2004

### 試合数
- 国際Aマッチ 40試合 1得点(2000-2005)[2]

| 日本代表 | 国際Aマッチ | 国際Aマッチ |
| 年       | 出場        | 得点        |
| -------- | ----------- | ----------- |
| 2000     | 14          | 0           |
| 2001     | 10          | 0           |
| 2002     | 12          | 0           |
| 2003     | 0           | 0           |
| 2004     | 3           | 0           |
| 2005     | 1           | 1           |
| 通算     | 40          | 1           |

### 出場
| #   | 開催日         | 開催地       | スタジアム                         | 対戦国         | 勝敗        | 監督                 | 試合概要                   |
| --- | -------------- | ------------ | ---------------------------------- | -------------- | ----------- | -------------------- | -------------------------- |
| 1.  | 2000年02月05日 | 香港         |                                    | メキシコ       | ●0-1        | フィリップ・トルシエ | カールスバーグカップ       |
| 2.  | 2000年02月13日 | マカオ       |                                    | シンガポール   | ○3-0        | フィリップ・トルシエ | アジアカップ予選           |
| 3.  | 2000年02月16日 | マカオ       |                                    | ブルネイ       | ○9-0        | フィリップ・トルシエ | アジアカップ予選           |
| 4.  | 2000年02月20日 | マカオ       |                                    | マカオ         | ○3-0        | フィリップ・トルシエ | アジアカップ予選           |
| 5.  | 2000年03月15日 | 愛知県       | 神戸総合運動公園ユニバー記念競技場 | 中華人民共和国 | △0-0        | フィリップ・トルシエ | キリンビバレッジ           |
| 6.  | 2000年04月26日 | ソウル       |                                    | 韓国           | ●0-1        | フィリップ・トルシエ | 国際親善試合               |
| 7.  | 2000年06月04日 | カサブランカ |                                    | フランス       | △2-2(PK2-4) | フィリップ・トルシエ | ハッサン2世杯              |
| 8.  | 2000年06月06日 | カサブランカ |                                    | ジャマイカ     | ○4-0        | フィリップ・トルシエ | ハッサン2世杯              |
| 9.  | 2000年06月11日 | 宮城県       | 宮城スタジアム                     | スロバキア     | △1-1        | フィリップ・トルシエ | キリンカップ               |
| 10. | 2000年06月18日 | 神奈川県     | 横浜国際総合競技場                 | ボリビア       | ○2-0        | フィリップ・トルシエ | キリンカップ               |
| 11. | 2000年10月14日 | サイダ       |                                    | サウジアラビア | ○4-1        | フィリップ・トルシエ | アジアカップ               |
| 12. | 2000年10月26日 | ベイルート   |                                    | 中華人民共和国 | ○3-2        | フィリップ・トルシエ | アジアカップ               |
| 13. | 2000年10月29日 | ベイルート   |                                    | サウジアラビア | ○1-0        | フィリップ・トルシエ | アジアカップ               |
| 14. | 2000年12月20日 | 東京都       | 国立霞ヶ丘競技場陸上競技場         | 韓国           | △1-1        | フィリップ・トルシエ | キリンビバレッジ           |
| 15. | 2001年03月24日 | サンドニ     |                                    | フランス       | ●0-5        | フィリップ・トルシエ | 国際親善試合               |
| 16. | 2001年06月02日 | 新潟県       | 新潟スタジアム                     | カメルーン     | ○2-0        | フィリップ・トルシエ | コンフェデレーションカップ |
| 17. | 2001年06月04日 | 茨城県       | 茨城県立カシマサッカースタジアム   | ブラジル       | △0-0        | フィリップ・トルシエ | コンフェデレーションカップ |
| 18. | 2001年06月07日 | 神奈川県     | 横浜国際総合競技場                 | オーストラリア | ○1-0        | フィリップ・トルシエ | コンフェデレーションカップ |
| 19. | 2001年06月10日 | 神奈川県     | 横浜国際総合競技場                 | フランス       | ●0-1        | フィリップ・トルシエ | コンフェデレーションカップ |
| 20. | 2001年07月01日 | 北海道       | 札幌ドーム                         | パラグアイ     | ○2-0        | フィリップ・トルシエ | キリンカップ               |
| 21. | 2001年07月04日 | 大分県       | 大分スポーツ公園総合競技場         | ユーゴスラビア | ○1-0        | フィリップ・トルシエ | キリンカップ               |
| 22. | 2001年08月15日 | 静岡県       | 静岡県小笠山総合運動公園スタジアム | オーストラリア | ○3-0        | フィリップ・トルシエ | AFC/OFCチャレンジカップ    |
| 23. | 2001年10月04日 | ランス       |                                    | セネガル       | ●0-2        | フィリップ・トルシエ | 国際親善試合               |
| 24. | 2001年10月07日 | サザンプトン |                                    | ナイジェリア   | △2-2        | フィリップ・トルシエ | 国際親善試合               |
| 25. | 2002年03月21日 | 大阪府       | 長居陸上競技場                     | ウクライナ     | ○1-0        | フィリップ・トルシエ | キリンチャレンジカップ     |
| 26. | 2002年03月27日 | ウッジ       |                                    | ポーランド     | ○2-0        | フィリップ・トルシエ | 国際親善試合               |
| 27. | 2002年04月17日 | 神奈川県     | 横浜国際総合競技場                 | コスタリカ     | △1-1        | フィリップ・トルシエ | キリンチャレンジカップ     |
| 28. | 2002年04月29日 | 東京都       | 国立霞ヶ丘競技場陸上競技場         | スロバキア     | ○1-0        | フィリップ・トルシエ | キリンカップ               |
| 29. | 2002年05月02日 | 兵庫県       | 御崎公園球技場                     | ホンジュラス   | △3-3        | フィリップ・トルシエ | キリンカップ               |
| 30. | 2002年05月25日 | 東京都       | 国立霞ヶ丘競技場陸上競技場         | スウェーデン   | △1-1        | フィリップ・トルシエ | キリンチャレンジカップ     |
| 31. | 2002年06月04日 | 埼玉県       | 埼玉スタジアム2002                 | ベルギー       | △2-2        | フィリップ・トルシエ | ワールドカップ             |
| 32. | 2002年06月09日 | 神奈川県     | 横浜国際総合競技場                 | ロシア         | ○1-0        | フィリップ・トルシエ | ワールドカップ             |
| 33. | 2002年06月14日 | 大阪府       | 長居陸上競技場                     | チュニジア     | ○2-0        | フィリップ・トルシエ | ワールドカップ             |
| 34. | 2002年06月18日 | 宮城県       | 宮城スタジアム                     | トルコ         | ●0-1        | フィリップ・トルシエ | ワールドカップ             |
| 35. | 2002年10月16日 | 東京都       | 国立霞ヶ丘競技場陸上競技場         | ジャマイカ     | △1-1        | ジーコ               | キリンチャレンジカップ     |
| 36. | 2002年11月20日 | 埼玉県       | 埼玉スタジアム2002                 | アルゼンチン   | ●0-2        | 山本昌邦（代行）     | キリンチャレンジカップ     |
| 37. | 2004年07月31日 | 重慶         |                                    | ヨルダン       | △1-1(PK4-3) | ジーコ               | アジアカップ               |
| 38. | 2004年08月18日 | 静岡県       | 静岡県小笠山総合運動公園スタジアム | アルゼンチン   | ●1-2        | ジーコ               | キリンチャレンジカップ     |
| 39. | 2004年11月17日 | 埼玉県       | 埼玉スタジアム2002                 | シンガポール   | ○1-0        | ジーコ               | ワールドカップ予選         |
| 40. | 2005年01月29日 | 神奈川県     | 横浜国際総合競技場                 | カザフスタン   | ○4-0        | ジーコ               | キリンチャレンジカップ     |

### ゴール
| #  | 開催年月日    | 開催地       | 対戦国       | 勝敗 | 試合概要               |
| -- | ------------- | ------------ | ------------ | ---- | ---------------------- |
| 1. | 2005年1月29日 | 日本、横浜市 | カザフスタン | ○4-0 | キリンチャレンジカップ |

## タイトル

### クラブ
横浜マリノス/横浜F・マリノス
- J1リーグ:3回(1995年、2003年、2004年)
- Jリーグカップ:1回(2001年)

### 代表
日本代表
- AFCアジアカップ:2回(2000、2004 )

### 個人
- 2000年 Jリーグベストイレブン
- 2002年 Jリーグベストイレブン
- 2011年 功労選手賞
- 2013年 Jクロニクルベスト ベストイレブン
- 2023年 J30ベストアウォーズ ベストイレブン

### その他
- 2002年 群馬県桐生市 市民栄誉賞[76]
- 2021年 日本サッカー協会100周年 特別功労表彰

## 関連情報

### 関連書籍
- 松田直樹写真集（広報社）2002年、ISBN 978-4-906654-10-9
- 闘争人―松田直樹物語（三栄書房/二宮敏朗）2009年、ISBN 978-4-7796-0609-0
- フットボール・ラブ（集英社/小宮良之）2011年、ISBN 978-4-08-780636-6
- 松本山雅劇場 松田直樹がいたシーズン （株式会社カンゼン/宇都宮徹壱）2012年、ISBN 978-4-86255-124-5
- 楽しむことは楽じゃない プロサッカー選手に見る、生き残り術 （河出書房/寺野典子）2012年、ISBN 978-4-309-27366-2
- 松田直樹を忘れない。〜闘争人II 永遠の章〜（三栄書房/二宮敏朗）2013年、ISBN 978-4-7796-1753-9
- グロリアス・デイズ（集英社/小宮良之）2013年、ISBN 978-4-08-780708-0

## 松田直樹メモリアル
松田直樹メモリアルNext Generationは、サッカーを通して子どもたちが仲間や命の大切さを学び、大きな夢を育むことを目的とした一般社団法人である。

### メモリアルゲーム
- 2012年1月22日、日産スタジアムで開催。「松本山雅 vs 横浜F・マリノスOB」、「Naoki Friends vs 横浜F・マリノスOB」。
  - 横浜F・マリノスOB（監督：水沼貴史、天野貴史、井手口純、井原正巳、遠藤彰弘、大島秀夫、大森健作、岡山一成、奥大介、小村徳男、榎本哲也、河合竜二、川口能活、栗原勇蔵、佐藤由紀彦、城彰二、鈴木健仁、鈴木正治、高桑大二朗、田中隼磨、ドゥトラ、外池大亮、中澤佑二、中西永輔、中村俊輔、那須大亮、野田知、兵藤慎剛、平間智和、三浦淳寛、三浦文丈、安永聡太郎、吉田孝行）
  - Naoki Friends（監督：フィリップ・トルシエ、市川大祐、石塚啓次、稲本潤一、小宮山尊信、鈴木隆行、田中誠、田中裕介、都築龍太、中田浩二、中田英寿、中山雅史、西澤明訓、名波浩、楢﨑正剛、服部年宏、平野孝、廣長優志、福西崇史、藤田俊哉、前園真聖、三浦知良、宮本恒靖、森岡隆三、森島寛晃、柳沢敦、山口素弘、山瀬功治、山田卓也）
  - 松本山雅（監督：反町康治、阿部琢久哉、飯尾和也、飯田真輝、石川扶、今井昌太、大橋正博、片山真人、木島徹也、木島良輔、北村隆二、木村勝太、小松憲太、佐藤由将、塩沢勝吾、白井裕人、須藤右介、多々良敦斗、玉林睦実、弦巻健人、鐡戸裕史、船山貴之、久富賢、山本剛、李鍾民、渡辺匠）
- 2013年1月20日、正田醤油スタジアム群馬で開催。「Naoki Friends vs 群馬県出身Jリーガー」。
  - Naoki Friends（監督：ジローラモ、秋葉忠宏、氏家英行、遠藤彰弘、鏑木豪、久保竜彦、財前宣之、佐藤由紀彦、城彰二、鈴木健仁、田中誠、都築龍太、中田英寿、中西永輔、中山雅史、名波浩、西澤明訓、波戸康広、林健太郎、平野孝、福西崇史、松原良香、前園真聖、三浦淳寛、安永聡太郎、山田卓也）
  - 群馬県出身Jリーガー（監督兼選手：小島伸幸、青木剛、青木拓矢、乾大知、上村祐司、樹森大介、後藤涼、小林竜樹、佐田聡太郎、佐藤一樹、佐藤正美、清水慶記、高田保則、鳥居塚伸人、沼田圭悟、黄大俊、服部浩紀、星野悟、真下佐登史、松本大樹、横山翔平）
- 2013年8月2日、アルウィンで開催。「Naoki Friends vs 松本山雅FC U-23」。
  - Naoki Friends（大橋正博、岡山一成、小澤修一、片山真人、北村隆二、久保竜彦、小林慶行、財前宣之、清水範久、城彰二、田中誠、都築龍太、中山雅史、名波浩、波戸康広、林健太郎、平野孝、廣長優志、福西崇史、前園真聖、三浦淳寛、安永聡太郎、米山篤志）
- 2014年7月6日、フクダ電子アリーナで開催。「Naoki Friends vs CHIBA DREAMS」。
  - Naoki Friends（監督：水沼貴史、大橋正博、小村徳男、北村隆二、小松原学、清水範久、久保竜彦、田中誠、都築龍太、名波浩、波戸康広、林健太郎、平野孝、平間智和、福永泰、三浦淳寛、森岡隆三、山田暢久、安永聡太郎、吉田孝行）
  - CHIBA DREAMS（監督：京谷和幸、アマラオ、大塚真司、北嶋秀朗、櫛野亮、佐伯直哉、坂本將貴、式田高義、鈴木和裕、砂川誠、茶野隆行、戸田和幸、名良橋晃、中西永輔、野々村芳和、松原良香、森崎嘉之）
- 2015年2月21日『「Jリーグ プレシーズンマッチ AED普及マッチ」横浜F・マリノス 対 松本山雅FC』開催（0-1)。AEDと心肺蘇生の一般普及の活動をしている安永聡太郎、佐藤由紀彦、松田の姉である松田真紀が会場入りした[77]。